# Marcello Ugazio
Marcello Ugazio, né le 22 avril 1996 à Borgomanero, est un triathlète et coureur de fond italien spécialisé en skyrunning. Il est champion d'Europe de triathlon cross 2017 et a remporté la médaille d'argent sur le kilomètre vertical des championnats du monde de skyrunning 2022.

## Biographie

### Débuts et succès en triathlon
Marcello Ugazio fait ses débuts en sport en athlétisme durant sa jeunesse puis se met au ski-alpinisme. En 2011, il s'essaie au triathlon et se lance en compétition dans ce sport,. Il décroche son premier succès en 2014 en remportant le titre de champion d'Italie junior de triathlon à Levico Terme.
En 2016, il s'illustre dans la discipline du cross triathlon. Le 25 juin, il décroche la médaille de bronze en catégorie espoirs (U23) lors des championnats d'Europe de triathlon cross à la vallée de Joux. Le 9 juillet, il crée la surprise lors des championnats d'Italie de triathlon cross à Alpago. En retrait dans la partie natation, il tire avantage de la partie VTT pour combler son retard et arrive en tête dans la dernière transition. Il maintient son avance en tête dans la partie cross-country et bat le triple tenant du titre Mattia De Paoli pour remporter son premier titre national senior.
Le 30 juillet 2017, il s'élance au départ des championnats d'Europe de triathlon cross à Târgu Mureș, bien décidé à signer un meilleur résultat que l'année précédente. Pointant à la 19e place après la première transition, il rattrape son retard après seulement trois kilomètres de VTT, puis creuse l'écart en tête. Il sort de la deuxième transition avec plus d'une minute d'avance sur ses plus proches poursuivants, le Tchèque Jan Kubíček et le Français Arthur Serrières. Alors que ces derniers luttent au coude à coude pour tenter de combler leur retard, Marcello Ugazio gère son avance en tête pour s'imposer et remporter le titre élite.
Le 3 juin 2018, il prend part aux championnats d'Italie de triathlon moyenne distance à Lovere. Il parvient à réaliser une excellente course lors de la partie vélo pour creuser l'écart en tête et remporter le titre. Le 10 juillet, il termine septième des championnats du monde de triathlon cross à Fyn et remporte titre le titre en catégorie U23. Le 6 octobre, il applique toujours la même stratégie lors des championnats d'Italie de triathlon à Lerici. Toujours en retrait dans la partie natation, il comble son retard dans la partie vélo et arrive dans la deuxième transition avec seulement Matthias Steinwandter à ses côtés. Il parvient à larguer ce dernier dans la partie course à pied pour remporter le titre. Le 25 octobre, il prend le départ des championnats d'Europe de triathlon cross à Ibiza. Comme à son habitude, il tire parti de la partie VTT pour combler son retard après la partie natation. Il se retrouve derrière le Français Brice Daubord et le Belge Tim Van Hemel dans la deuxième transition. Le trio effectue la course de cross sans changer d'ordre, le titre revenant à Tim Van Hemel. Marcello Ugazio décroche la médaille de bronze et remporte le titre en catégorie U23.

### Reconversion en cyclisme et en skyrunning
En mai 2019, il est victime d'une blessure au pied gauche et doit subir une opération de reconstruction des ligaments. Il met un terme à sa carrière de triathlète et se reconvertit dans le cyclisme sur route. En 2021, il rejoint l'équipe amateur Named-Uptivo de Paolo Riva dans l'espoir de devenir professionnel.
En parallèle de son activité de cycliste sur route, il s'essaie également à d'autres sports. Il met à profit son talent de vététiste et remporte notamment la médaille d'argent aux championnats du monde des 24 heures VTT 2022 à Finale Ligure. Il se découvre ensuite un talent pour la discipline du kilomètre vertical. Il remporte notamment l'AMA VK2 à Alagna Valsesia. Le 9 septembre, il prend part à l'épreuve de kilomètre vertical aux championnats du monde de skyrunning à San Domenico di Varzo. Il voit l'Américain Joseph DeMoor créer la surprise en s'adjugeant le titre devant les favoris. Il réalise une solide course et remporte la médaille d'argent devant son compatriote Alex Oberbacher. Le 1er octobre, il s'élance sur le VK70 OSA, épreuve de kilomètre vertical des championnats d'Italie de skyrunning. Il domine l'épreuve et remporte le titre devant Alex Oberbacher.
Le 24 juin 2023, il domine la K2 Valtellina Extreme Vertical Race et s'impose avec une minute d'avance sur Alex Oberbacher. La course inaugure l'épreuve de double kilomètre vertical aux championnats d'Italie de skyrunning. Il remporte ainsi son deuxième titre national en skyrunning.

## Palmarès en duathlon et triathlon
Le tableau présente les résultats les plus significatifs (podium) obtenus sur le circuit national et international de duathlon et triathlon depuis 2016.
| Année | Compétition                                         | Pays     | Position           | Temps           |
| ----- | --------------------------------------------------- | -------- | ------------------ | --------------- |
| 2018  | Championnats d'Italie de duathlon                   | Italie   | Médaille de bronze | 1 h 47 min 36 s |
| 2018  | Championnats d'Italie de triathlon moyenne distance | Italie   | Médaille d'or      | 3 h 55 min 29 s |
| 2018  | Xterra Italie                                       | Italie   | Médaille de bronze | 2 h 54 min 31 s |
| 2018  | Championnats d'Italie de triathlon                  | Italie   | Médaille d'or      | 1 h 54 min 17 s |
| 2018  | Championnats d'Europe de triathlon cross            | Espagne  | Médaille de bronze | 1 h 20 min 37 s |
| 2017  | Championnats d'Italie de duathlon                   | Italie   | Médaille d'argent  | 1 h 52 min 34 s |
| 2017  | Championnats d'Italie de triathlon moyenne distance | Italie   | Médaille d'argent  | 4 h 2 min 56 s  |
| 2017  | Championnats d'Italie de triathlon cross            | Italie   | Médaille d'or      | 1 h 27 min 47 s |
| 2017  | Championnats d'Europe de triathlon cross            | Roumanie | Médaille d'or      | 1 h 44 min 9 s  |
| 2016  | Championnats d'Italie de triathlon cross            | Italie   | Médaille d'or      | 1 h 40 min 44 s |

## Palmarès en skyrunning
| no  | masculin           | Course                                                   | Longueur | Départ           | Temps           |
| --- | ------------------ | -------------------------------------------------------- | -------- | ---------------- | --------------- |
| 1re | Médaille d'or      | AMA VK2                                                  | 11 km    | 25 juin 2022     | 1 h 35 min 56 s |
| 2e  | Médaille d'argent  | Championnats du monde de skyrunning - Kilomètre vertical | 3,75 km  | 9 septembre 2022 | 37 min 12 s     |
| 1re | Médaille d'or      | VK70 O.S.A.                                              | 3,3 km   | 1er octobre 2022 | 36 min 45 s     |
| 3e  | Médaille de bronze | Claro-Pizzo                                              | 7,4 km   | 2 octobre 2022   | 1 h 19 min 3 s  |
| 1re | Médaille d'or      | Vertical Grèste de la Mughéra                            | 3,7 km   | 15 octobre 2022  | 37 min 50 s     |
| 1re | Médaille d'or      | KM Vertical Câmara de Lobos                              | 4,3 km   | 4 mars 2023      | 36 min 20 s     |
| 1re | Médaille d'or      | AMA VK2                                                  | 9 km     | 17 juin 2023     | 1 h 41 min 34 s |
| 1re | Médaille d'or      | K2 Valtellina Extreme Vertical Race                      | 9 km     | 24 juin 2023     | 1 h 18 min 49 s |
| 1re | Médaille d'or      | Valgerola Vertical                                       | 5,5 km   | 2 septembre 2023 | 48 min 49 s     |
| 2e  | Médaille d'argent  | Claro-Pizzo                                              | 9,2 km   | 1er octobre 2023 | 1 h 37 min 36 s |
| 7e  | 7e                 | Championnats du monde de skyrunning - Kilomètre vertical | 4,8 km   | 6 septembre 2024 | 43 min 43 s     |
| 1re | Médaille d'or      | Claro-Pizzo                                              | 7,4 km   | 6 octobre 2024   | 1 h 19 min 47 s |
| 2e  | Médaille d'argent  | Monte Zerbion Vertical                                   | 9,5 km   | 17 mai 2025      | 1 h 31 min 28 s |
| 9e  | 9e                 | Championnats d'Europe de skyrunning - Kilomètre vertical | 4,32 km  | 3 juillet 2025   | 37 min 50 s     |